# Oshoek

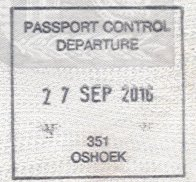
Tem biên giới của Nam Phi, in tại Oshoek.

Oshoek là một thị trấn ở tỉnh Mpumalanga của Nam Phi, nằm trên biên giới với Swaziland. Tuyến quốc lộ N17 bắt đầu tại đây. Thị trấn phía bên kia của biên giới được gọi là Ngwenya, và con đường dẫn thẳng đến Mbabane, thành phố thủ đô của Swaziland. Biên giới mở cửa từ 07:00 đến 00:00 hàng ngày theo giờ địa phương.